# Секей, Эва
Эва Секей (венг. Székely Éva; 3 апреля 1927, Будапешт — 29 февраля 2020, Будапешт) — венгерская пловчиха, чемпионка летних Олимпийских игр 1952 года на дистанции 200 м брассом, серебряный призёр летних Олимпийских игр 1956 года.

## Биография
Эва Секей родилась в 1927 году в Будапеште. Она начала заниматься плаванием в 1936 году. Выступала за спортивное общество «Локомотив». В 1941 году её исключили из команды по причине того, что она была еврейкой. В 1944 году в Венгрии начался Холокост. По её воспоминаниям, отец смог спасти её, лишь сказав нацистам, что она чемпионка по плаванию. Её отправили в трудовой батальон, однако она смогла сбежать, запрыгнув в проезжающий мимо трамвай. После этого она с семьёй в числе 43 человек скрывались в двухкомнатной квартире. Секей поддерживала физическую форму, 100 раз в день поднимаясь и спускаясь по ступенькам на 5 этаж. Из 43 человек лишь 10 остались в живых. Секей вышла замуж за ватерполиста Дежё Дьярмати, впоследствии трёхкратного олимпийского чемпиона. Их дочь Андреа Дьярмати (род. 1954) также стала пловчихой и дважды призёром летних Олимпийских игр 1976 года.
Секей принимала участие в летних Олимпийских играх 1948 года. В 1952 году на летних Олимпийских играх в Хельсинки она победила на дистанции 200 м брассом. На летних Олимпийских играх 1956 года заняла второе место. За свою карьеру она установила 10 мировых рекордов, 101 рекорд Венгрии и завоевала 68 национальных титулов. В 1957 году семья переехала в США, однако вернулись в Будапешт в следующем году.
После завершения спортивной карьеры Секей стала фармацевтом и тренером. Среди её учеников была и её дочь. В 1976 году она была включена в Зал Славы мирового плавания. Также была включена в Международный еврейский спортивный зал славы. В 2004 году её назвали одним из величайших спортсменов в истории страны. Она опубликовала 3 автобиографии. Эва Секей скончалась в 2020 году в Будапеште на 93-м году жизни.